# Impatiens xanthina
Impatiens xanthina är en balsaminväxtart som beskrevs av Comber. Impatiens xanthina ingår i släktet balsaminer, och familjen balsaminväxter. Utöver nominatformen finns också underarten I. x. pusilla.